# 名代宇奈とと
名代 宇奈とと（なだい うなとと）は、G-FACTORY株式会社が運営するうな丼チェーン店。
かつてはうな丼の価格が500円から設定されており『ワンコインうな丼』と紹介されることもあったが、2019年10月の消費税増税を受けた価格改定で500円を突破しており、2022年7月以降は590円からとなっている。

## 沿革
- 2000年 - 金原亭世之介の考案により創業。世之介が設立代表取締役社長となる。
- 2003年 - 金原亭世之介、社長を辞任。
- 2007年8月15日 - 運営の株式会社ライトアングルが大阪地裁に自己破産を申請し、倒産。
- 2007年8月16日 - 大阪高槻店を除いて営業を再開。経営母体がG-FACTORY株式会社に移管される。
- 2013年1月 - 本社が移転。
- 2016年9月 - G-FACTORY株式会社が東京証券取引所マザーズに上場。

## 営業中の店舗
2024年8月現在で日本国内には26都府県に合計63店舗を展開しているほか、日本国外にも東南アジアを中心に10店舗を出店しており、また株式会社扇屋東日本が運営する炭火やきとりオオギヤとの共同店舗も存在する。
現在の店舗一覧は公式サイトの「店舗一覧」を参照。

## 営業していた店舗
東京都
- 内神田1丁目店（2010年9月オープン、 2011年10月より休業中）
- 神田南口店（2013年3月29日閉店）
- 新宿クイント店（2013年8月10日閉店）
- 茅場町店（2015年10月31日閉店）

埼玉県
- 西川口店（2013年4月7日閉店）
- 蕨店（2011年10月オープン、2013年8月31日閉店）
- 川口店（2015年3月30日閉店）

静岡県
- 静岡店（2011年8月オープン、2013年9月30日閉店）

大阪府
- 大阪高槻店

## G-FACTORY
G-FACTORYは、東京都新宿区に本社を置く株式会社。飲食店を中心としたサービス業を展開する企業への経営サポートと飲食店の運営を事業内容とする。